# 메이케 미츠루
메이케 미츠루(Mitsuru Meike, 1969년 5월 11일 ~ )는 일본의 영화 감독, 배우, 각본가이다.
요코하마시에서 태어났다.

## 영화
- 사치코의 화려한 생애 메이킹 필름 (2006년) - 본인 역
- 비터 스위트 (2004년)
- 핑크 리본 (2004년) - 본인 역
- 사치코의 화려한 생애 (2003년)
- 뿌양의 첫경험 (2002년)
- 해적판 (1999년)